# Beyond Standard
Beyond Standard è un album in studio della pianista jazz giapponese Hiromi Uehara, pubblicato nel 2008 a nome Hiromi's Sonicbloom. 

## Tracce
1. Intro: Softly, as in a Morning Sunrise (Hiromi Uehara) - 0:28
2. Softly, as in a Morning Sunrise (Sigmund Romberg) - 7:29
3. Clair de Lune (Claude Debussy) - 7:25
4. Caravan  (Duke Ellington/Juan Tizol) - 8:49
5. Ue Wo Muite Aruko (Hachidai Nakamura) - 8:42
6. My Favorite Things (Richard Rodgers) - 7:48
7. Led Boots (Max Middleton) - 6:33
8. XYG (H. Uehara) - 6:32
9. I've Got Rhythm  (George Gershwin) - 5:51

## Formazione
- Hiromi Uehara - piano
- David Fiuczynski - chitarra
- Tony Grey - basso
- Martin Valihora - batteria